# Quartier Gare Sud
Pour les articles homonymes, voir Quartier Sud-Gare.
Le quartier de la Gare Sud est en présence directe de la gare du Mans, il est composé de la sortie sud de celle-ci. Le quartier se nomme Gare Sud, mais est également dénommé Novaxis ou Novaxud en raison des deux technopôles de ce nom qu'il abrite. Il s'agit d'un des nouveaux quartiers d'affaires de la ville. Le quartier fut implanté dans le courant des années 1980 avant d'être entièrement opérationnel en 1989, pour l'arrivée du TGV Atlantique au Mans. Entièrement refait à neuf depuis 2006, ce quartier bénéficie d'un parking souterrain. On trouve majoritairement des sièges d'entreprise ou des bureaux d'affaire à l'image de GIE Sesam, gestionnaire de la carte Vitale en France. Le groupe est installé dans un immeuble de grande hauteur, la tour solaire. Cet immeuble de 8 étages offre une vue panoramique à 180°. Un siège des assurances MMA est installé au cœur du quartier dans la tour Novaxis VII, achevée au dernier trimestre 2007. On y trouve également des entreprises de télécommunication, de logistique ou d'informatique comme un Apple Reseller et la Ruche numérique avec son espace de cotravail.
Ce quartier est à proximité du lycée Marguerite-Yourcenar permettant aux élèves en provenance d'autres villes d'accéder à un lycée tout proche. Le quartier a toujours pu compter sur les aides européennes, tout comme la gare nord et son pôle multimodal.

## Les grands axes
Le quartier est accessible depuis la rocade ouest via la sortie Allonnes-Gare du Mans[réf. nécessaire]. Depuis les boulevards intérieurs, il est situé en marge du boulevard Demorieux. Le quartier est composé de deux chaussées en 2X1 voies formées par le boulevard Oyon et desservant des parcs de stationnement souterrains.

## Géographie
Le quartier est séparé de la gare nord par un ensemble de bâtiments enchâssés de part et d'autre des voies de chemin de fer qui le délimitent au nord. Il se développe selon un axe nord/sud. Les quartiers résidentiels se situent majoritairement en bord de l'Huisne au sud-ouest du quartier. L'activité de la gare sud se centre autour du technopôle et de la place Ariste Jacques Trouvé Chauvel et du Boulevard Alexandre Oyon. À l'ouest, le quartier s'est prolongé sur le boulevard Demorieux avec la création de nouveaux locaux en 2008 et 2009 et l'appellation de Novaxud pour ces nouvelles entreprises. Tout à l'ouest, au-delà de quartiers résidentiels modestes, on trouve l'Huisne à sa confluence avec la Sarthe et le Gué de Maulny.
|                     | Gare Nord |                      |
| Heuzé-Saint-Georges | Gare Sud  | Quartier Jean Jaurès |
|                     | ZI Sud 1  |                      |

## Le gué de Maulny

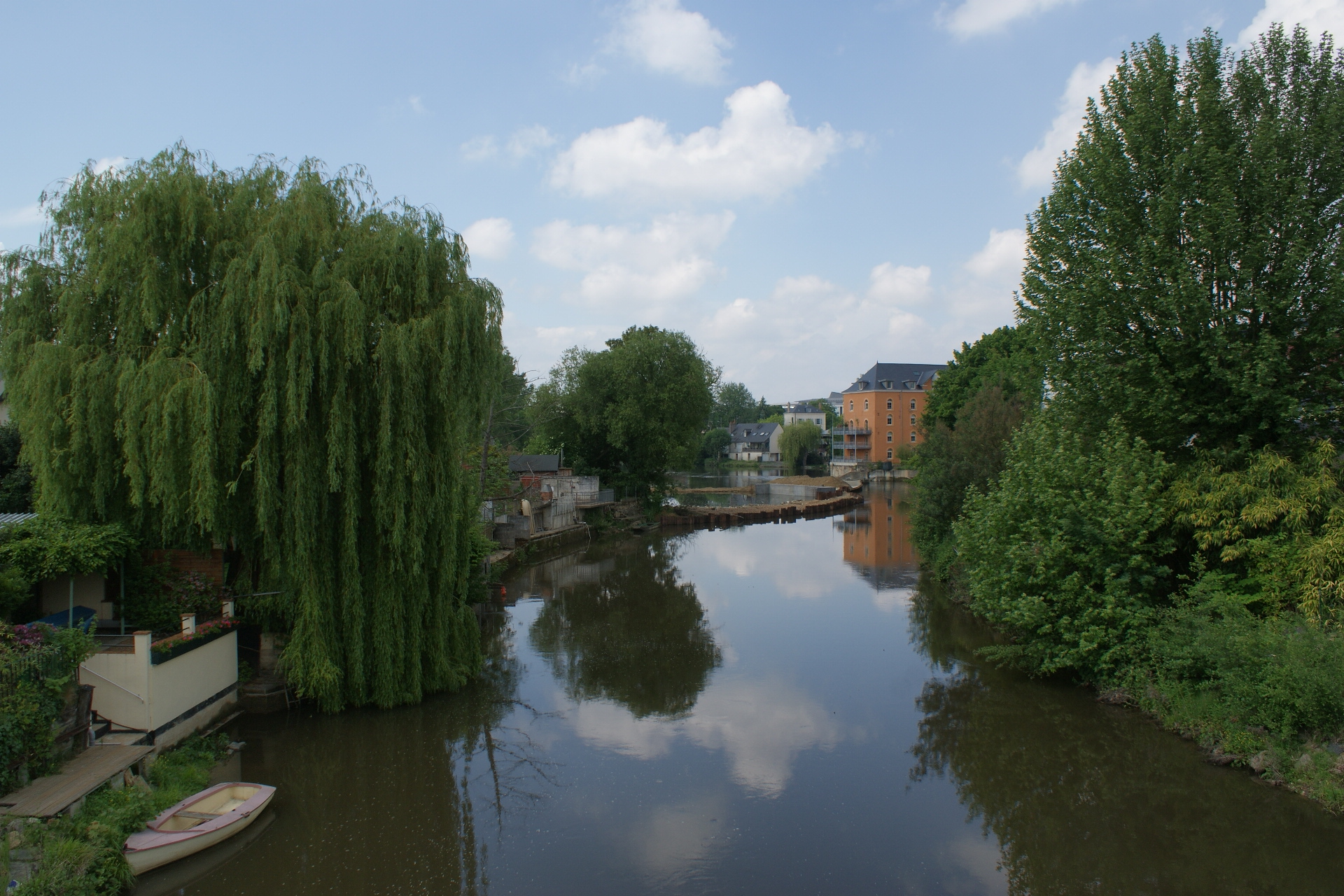
Le gué de Maulny

L'extrémité ouest du quartier est bordée par l'Huisne. Non loin de la jetée de l'Huisne dans la Sarthe, se trouve un parc urbain haut lieu d'histoire de la ville : le Gué de Maulny. L'histoire du gué permet de se rendre compte de l'importance de l'actuelle gare sud comme lieu de passage pédestre pour les habitants ancestraux de la ville. Ce gué, l'un des seuls de la ville pendant de nombreuses années, permettait de quitter la ville par le sud-ouest et de se rendre ainsi à Allonnes ou Sablé. Au Moyen Âge, il devient un itinéraire de passage important pour rejoindre la commune d'Arnage. Du gué, on peut aller vers Pontlieue, ou bien vers les Bouches-de-l'Huisne. Puis, les Valois y font construire un château de plaisance, le Chateau du Gué-de-Maulny. Ce dernier reste dans l'histoire comme étant le lieu de naissance de Jean le Bon, futur Jean II de France. Son existence est éphémère, car il est pillé et ruiné en pleine guerre de Cent Ans. Il est détruit en 1359 alors que les Anglais marchent sur Le Mans. La chapelle qui lui était adjointe est également détruite, ce qui fait fuir les hommes d'église s'y trouvant. Les chapelains trouvent refuge au Mans. Dans la cité médiévale, ils édifieront une chapelle collégiale, la chapelle du Gué-de-Maulny. Elle est construite en plein centre de l'actuelle place du Hallai, longtemps nommée comme la chapelle elle-même. Cette dernière sera détruite en 1743. Des travaux de rénovation furent apportés au gué dans les années 2000, et notamment à son moulin toujours debout. Celui-là servit dès 1862 à l'assainissement de la ville. On parle de l'assainissement relatif de l'eau, du fait du travail de pompage effectué par le moulin, mais non du traitement effectué sur l'eau à cette époque. Le moulin fournira l'eau de la ville pendant un quart de siècle, jusqu'en 1898. Les maladies se multipliant à cause de l'impureté de l'eau, les dirigeants manceaux installeront une nouvelle usine hydraulique à l'Espal.

## L'hôpital Etoc-Demazy

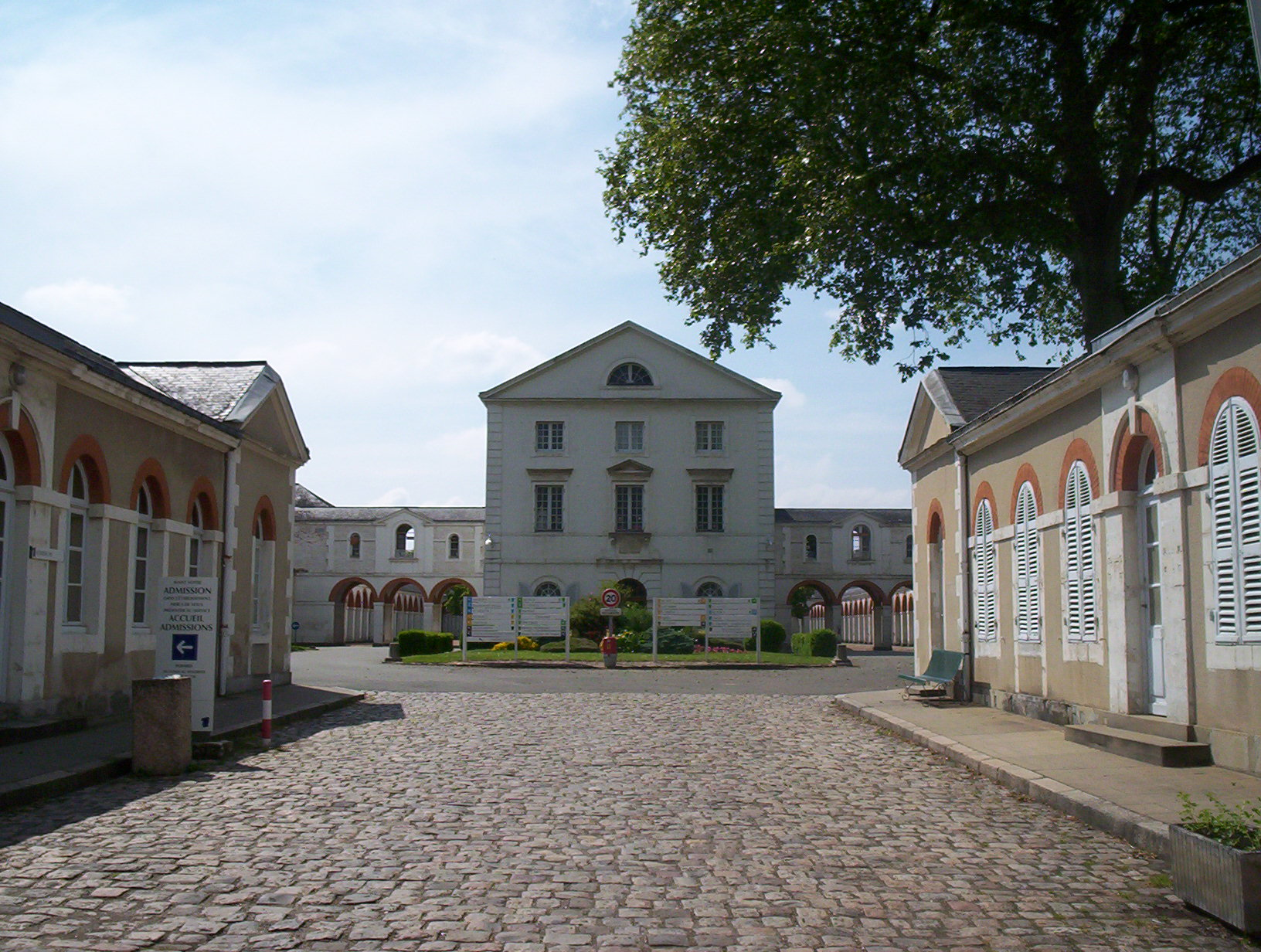
Hôpital Etoc-Demazy

L'hôpital Etoc-Demazy est un hôpital psychiatrique, classé aux monuments historiques. Le lieu se confond avec l'histoire en mêlant histoire de France et légendes locales. Le roi Charles VI serait passé tout près du terrain de l'actuel hôpital avant de traverser l'Huisne et de sombrer dans la folie un peu plus loin. Outre la coïncidence de l'installation de l'hôpital des aliénés, Jean II Le Bon, grand-père de Charles VI, est né à quelques mètres de là où a commencé sa folie. L'hôpital se situe au sud-ouest de la place Ariste-Chauvel, en marge de la gare sud. L'hôpital a donné son nom à la rue dans laquelle il se trouve. Il fut installé à cet emplacement alors que la place était déserte et qu'aucune habitation ne s'y trouvait. Aujourd'hui, il s'est fait englober entre mancelles de taille moyenne et bâtiments tertiaires. Il s'agit de l'un des monuments les plus méconnus de la ville. Il a vu le jour en 1834. Il est censé permettre aux aliénés d'être gardés ailleurs qu'à l'hospice des prisons du Mans. Hippolyte Lebas conçoit les plans en 1818 et la construction est lancée deux ans plus tard. Le lieu choisi pour l'implanter est celui d'un ancien hôpital pour contagieux fondé en 1584. C'est le docteur Gustave Etoc qui est nommé premier directeur de l'établissement, il donnera son patronyme à l'hôpital. L'édifice, qui n'est plus en activité depuis 2011, est composé de 8 corps de bâtiments. Son architecture originale suivait à la base les concepts du spécialiste toulousain Jean-Étienne Esquirol. L'édifice a reçu l'appellation monument historique en 2001 surtout grâce à sa chapelle, son élévation ou sa conciergerie. L'aile dite des agités et l'amphithéâtre de dissection ont conservé leur disposition d'origine.